# 仲寒蝉
仲 寒蟬（なか かんせん　1957年6月7日 - ）は、大阪府大阪市出身の俳人、内科医。本名、仲元司（なか もとじ）。1983年、信州大学医学部卒。1996年、「港」に入会し、大牧広に師事。1997年、読売俳句大賞準賞受賞。2001年、「里」創刊同人。2004年、第一句集『海市郵便』により第20回山室静佐久文化賞受賞。2005年、「小海線」50句で第50回角川俳句賞受賞。2015年、第二句集『巨石文明』で芸術選奨新人賞を受賞。大牧広の逝去を受けて後継誌「牧」を創刊、代表。「里」「群青」同人。長野県佐久市在住。佐久市立国保浅間総合病院勤務。

## 著書
句集
- 海市郵便（邑書林 2004年）
- 巨石文明（角川書店 2014年）
- 全山落葉（ふらんす堂 2023年）

その他
- 鯨の尾（邑書林 2007年）
- 相馬遷子―佐久の星（共著 邑書林 2011年）
- 鑑賞女性俳句の世界（共著 角川学芸出版 2008年）